# Дублин (королевство)
Королевство Дублин (англ. Kingdom of Dublin, ирл. Ríocht na Dubh Linn) — средневековое королевство, образованное норвежскими викингами в Ирландии. Территория королевства в основном совпадает с территорией, занимаемой историческим графством Дублин. Столица королевства находилась в городе Дублин.

## История
Викинги нападали на Ирландию начиная с 795 года. В 837 году норвежский викинг Тургейс вторгся на север Ирландии и, воспользовавшись междоусобицами, покорил Ульстер, а также захватил Армаг, её важнейший религиозный центр. На захваченных территориях он в 839 году создал королевство Дублин (древненорв. Dyflin). О самом Тургейсе известно очень мало, наиболее достоверные сведения содержатся в ирландских анналах, но эти сообщения очень кратки. Более обширные сведения находятся в трудах поздних христианских историков, однако содержащиеся в них данные написаны несколько веков спустя на основании легенд и отвергаются большинством современных историков как малодостоверные. Считается, что Тургейс и его преемники построили на захваченных территориях ряд крепостей — Аннагассан, Дублин, Уэксфорд, Уотерфорд, Корк и Лимерик. Также Тургейс вмешался в междоусобицы на юге Ирландии, но в 845 году Маэлсехнайлл мак Маэл Руанайд, будущий верховный король Ирландии, смог захватить Тургейса, после чего утопил его в Лох-Оуэле в Уэстмите.
В 851 году норвежцы были выгнаны из Дублина датчанами, однако в 853 году норвежский флот, которым командовал Олав (Анлав), сын норвежского конунга, вновь завоевал королевство. Точно не установлено, чьим сыном был Олав. Часто его отождествляют с упоминаемым в исландских сагах Олавом Белым, который, по сообщению саг, захватил Дублин и его окрестности примерно в это же время. Однако сведения о происхождении, смерти и жёнах Олава Белого и Олава (Анлава) Дублинского не совпадают.
Олав, став правителем королевства, вскоре сделал соправителями своих братьев, Ивара (Имара) I и Асл, после чего отправился в Норвегию, однако около 867 года вернулся. В 865—870 годах Олав совместно с братом Иваром, который в это время управлял Лимериком, вёл успешные войны против пиктов и короля Стратклайда. А в 871 году Олав вновь отправился в Норвегию, где вскоре и погиб.
Ивар (его часто ошибочно отождествляют с легендарным датским викингом Иваром Бескостным), брат Олава, носил также титул rex Nordmannorum Totius Hiberniæ et Britanniæ, он считается первым королём Йорка — королевства, части Данелага, населённой норвежцами. При этом Ивару пришлось бороться с датчанами из Дейры, которые попытались захватить Дублин, но были разгромлены в сражении у Странгфорд-Лохе, в котором их правитель Хальвдан погиб.
О правлении ближайших преемниках Ивара известно мало. В 902 году король Лейнстера Кербалл мак Муйрекайн смог захватить Дублин, выгнав оттуда норвежцев. Однако в 917 году норвежская армия под командованием Ситрика II, одного из внуков Ивара I, и его брата Рагнара вновь отвоевала Дублин. В 918 году Рагнар захватил Йорк. В 921 году Ситрик сменил в Йорке Рагнара, а Дублин уступил своему брату Гутфриту (Готфриду). Готрид в Анналах Ульстера назван «самым жестоким королём скандинавов». Он совершал грабительские походы на соседей. После смерти в 927 году своего брата Ситрика ненадолго стал королём Йорка, но через шесть месяцев был выгнан королём Англии Этельстаном. Борьба за Йорк между королями Дублина и Англии шла с переменным успехом до 954 года, когда королевство Йорк было окончательно присоединено к Английскому королевству.

Ирландия в середине IX — начале XI века

К середине 900-х годов Дублин превратился в процветающий торговый город. Наибольшего могущества королевство достигло при правлении Олава (Анлава) III Кварана. Под его властью была обширная территория вокруг Дублина. Однако постепенно мощь королевства стала угасать. Существенно ослабили позиции викингов Дублина их попытки распространить свою власть на северную Англию. Этим воспользовались ирландские короли, которые начали постепенно отвоёвывать потерянные земли. Одним из поворотных пунктов явилась битва при Таре в 980 году, где Олав потерпел поражение от короля Миде Маэлсехнайлла мак Домнайлла. Окончательно подорвала самостоятельность Дублина битве при Клонтарфе между армиями королевств Мунстер и Лейнстер, которая произошла в 1014 году неподалёку от города. Армия короля Лейнстера состояла в основном из викингов-наёмников из Дублина и Оркнейских островов. Битва закончилась победой армии из Мунстера, однако её король, Бриана Бору, погиб. Ситрик IV Шелковая Борода в битве участия не принимал, однако политическая самостоятельность королями Дублина вскоре оказалась утрачена, и теперь уже викинги платили дань ирландцам, сохраняя при этом своих королей и контроль над все более растущей международной торговлей. В результате короли Дублина стали проводить политику союзов и соглашений с местными кельтскими племенами, позволившими им удерживать власть до второй половины XII века.
В 1052 году Дублин оказался подчинён королём Лейнстера Диармайтом мак Маэл-на-м-Бо, посадившим править своего сына Мурхада. После этого королевство надолго[сколько?] стало предметом спора между королями Лейнстера, Мунстера и Коннахта, а также викингами Дублина. В 1102 году город был захвачен королём Норвегии Магнусом III Голоногим, но его гибель в 1103 году помешала норвежцам укрепиться в Ирландии.
В XII веке викингам удалось вернуть власть в Дублине, однако им приходилось бороться с королём Лейнстера Диармайтом мак Доннхад мак Мурхада.
В 1169 году английские войска под предводительством короля Генриха II вторглись в Ирландию. Они сравнительно быстро покорили Уэксфорд и взяли штурмом Дублин. Генрих II был признан папой римским как Лорд Ирландии и в 1171 году провозгласил его королевским городом. В итоге королевство Дублин прекратило своё существование.

## Список королей Дублина
Дом Ивара (династия Уи Имар, ирл. Uí Ímair)
- 839—845: Тургейс (Turgeis, Thorgest, Thorgísl, ум. 845), король Дублина с 839
- 853—871: Олав I (Olaf, древненорв. Óláfr, ирл. Amlaíb, ум. 871/873), король Дублина с 853
- 856—873: Ивар I (Ivar, ирл. Ímar, ум. 873), король Дублина с 856, король Йорка с 866, правитель Лимерика, брат предыдущего
- 863—867: Асл (Ausile, древненорв. Hásli, ум. 873), король Дублина с 863, брат предыдущего
- 873—875: Эйстейн (Eystein, ирл. Oistín mac Amlaíb, ум. 875), король Дублина с 873, сын Олафа
- 873/875—877: Хальфдан (Альбанд) (Halfdan, Alband, ум. 877), король Дублина и Йорка с 873/875, брат Ивара
- 877/877—881: Бард (Bard, ирл. Bairith, ум. 881), король Дублина с 877/877, правитель Лимерика 845—880, приёмный отец Эйстейна
- 881—883: N мак Асл (ирл. N mac Auisle, ум. 883), король Дублина с 881, сын Асла (имя неизвестно)
- ???—???: Элоир Яркнессон (Eoloir Jarnknesson), король Дублина (?), сын Яркна
- ок. 883—888: Сигфрит (Sichfrith, Sigfrid, ум. 888), король Дублина с ок. 883, правитель Лимерика ???—888
- 888—893: Ситрик I (Sitric, Sigtryggr, ирл. Sitriuc mac Imar, ум. 896), король Дублина 888—893, 894—896, правитель Лимерика с 888, сын Ивара
- 893—894: Сигфрит, ярл
- 894—896: Ситрик I (вторично)
- 896—902: Ивар II (Ivar, ирл. Ímar, ум. 904), король Дублина 896—902, внук Ивара I
- 902—917: в составе королевства Лейнстер
- 917—921: Ситрик II Каох (Слепой) (Sitric, Sigtryggr, ирл. Sitriuc Cáech, ум. 927), король Дублина 917—921, король Йорка с 921, внук Ивара I, брат Ивара II
- 921—934: Готфрид I (Godfrid, Guthfrith, ирл. Gofraid ua Ímair, древненорв. Góröðr, ум. 934), король Дублина с 921, король Йорка в 927, брат предыдущего
- 934—941: Олав II Гутфридссон (древненорв. Óláfr Guðrøðarson, ирл. Amlaíb Mac Gofraid, ум. 941), король Дублина с 934, король Йорка в 937 (?), сын предыдущего
- 940—945: Блакайр (древненорв. Blákári Guðrøðsson, ирл. Blácaire mac Gofrith, ум. 948), король Дублина с 941, сын Гутфрита
- 945—947: Олав III Кваран (древненорв. Óláfr Sigtryggsson, Óláfr Kváran, ирл. Amlaíb mac Sitric, Amlaíb Cuarán, ум. 981), король Дублина 945—947, 952—980, король Йорка 941—943/944, 949—952, сын Ситрика II
- 947—948: Блакайр (Блаккр) (вторично)
- 948—951: Готфрид II (древненорв. Guðrøðr Sigtryggsson, ирл. Gofraid mac Sitriuc, ум. 951), король Дублина с 948, сын Ситрика II
- 952—980: Олав III Кваран (вторично)
- 980—989: Глуниайрн (древненорв. Járnkné Óláfsson, ирл. Glúniairn mac Amlaíb, ум. 989), король Дублина с 980, сын предыдущего
- 989—1036: Ситрик IV Шелковая Борода (Sitric, Sigtryggr, ирл. Sitriuc mac Amlaíb, ум. 1042), король Дублина 989—1036, брат предыдущего
- 1036—1038: Эхмарках мак Рагнайлл (ирл. Echmarcach mac Ragnaill, ум. 1064/1065), король Дублина 1036—1038, 1046—1052, король Мэна и Галлоуэя 1052—1064, сын либо Рагнайла, сына Олава III, либо Рагнайла, короля Уотерфорда
- 1038—1046: Ивар (Имар) III (Ivar Haraldsson, ирл. Ímar mac Arailt, ум. 1054), король Дублина 1038—1046, сын Харальда (Аральта), сына Олафа III
- 1046—1052: Эхмарках мак Рагнайлл (вторично)

Династия Уи Хеннселайг
- 1052—1070: Мурхад мак Диармата (ум. 1070), король Дублина с 1052, король Мэна с 1061, сын короля Лейнстера Диармайта мак Маэл-на-м-Бо
- 1070—1072: Домналл мак Мурхада (ум. 1075), король Дублина 1070—1072, 1074—1075, король Лейнстера с 1072, сын предыдущего

Дом Ивара (династия Уи Имар)
- 1070/1072—1074: Гофрайд I Олавссон (ирл. Gofraid mac Amlaib mac Ragnaill, ум. 1075), король Дублина 1070/1072—1074, сын Олава, брата Эхмаркаха мак Рагнайлла

Династия Дал Кайс (Уа Бриайн)
- 1072 (?): Тойрделбах Уа Бриайн (ум. 1086), король Мунстера и Верховный король Ирландии с 1068, король Дублина в 1072

Династия Уи Хеннселайг
- 1074—1075: Домналл мак Мурхада (вторично)

Династия Дал Кайс (Уа Бриайн)
- 1074—1086: Муйрхертах Уа Бриайн (ум. 1119), король Мунстера и Верховный король Ирландии с 1086, король Дублина 1074—1086, сын Тойррлделбаха

Династия Уи Хеннселайг
- 1086—1089: Энна мак Диармата (ум. 1092), король Дублина 1086—1089, король Лейнстера с 1089, брат Мурдаха

Дом Ивара (династия Уи Имар)
- ок.1091—1094: Гофрайд II Меранах (Гудрёд Крован) (Godred Crovan, ирл. Gofraid mac meic Arailt, Gofraid Méranech, ум. 1095), король Дублина ок. 1091—1094, король Мэна с 1079, сын или племянник Ивара III

Династия Дал Кайс (Уа Бриайн)
- ок. 1094—1102: Домналл мак Муйрхертайг Уа Бриайн (ум. 1135), король Дублина ок. 1094—1102, 1103—1118, сын Муйрхертаха

Инглинги
- 1102—1103: Магнус III Голоногий (1073—1103), король Норвегии с 1093, король Мэна и Островов с 1098, король Дублина с 1102

Династия Дал Кайс (Уа Бриайн)
- 1103—1118: Домналл мак Муйрхертайг Уа Бриайн (вторично)

Династия Уи Хеннселайг
- 11??—1115: Доннхад мак Мурхада (ум. 1115), король Дублина 11??—1115, король Лейнстера с 1098, сын Мурдаха
- 1115—1117: Диармайт мак Энда (ум. 1117), король Дублина и Лейнстера с 1115, племянник предыдущего, сын Энды мак Мурхада
- 1118—1126: Энна Мак Мурхада (ум. 1126), король Дублина с 1118, король Лейнстера с 1117, сын предыдущего

Династия Уа Конхобайр
- 1126—1127: Конхобар Уа Конхобайр (ум. 1142), король Дублина 1126—1127, король Миде с 1142, сын Тойрделбаха Уа Конхобайра, короля Коннахта

Неизвестная династия
- 1133: Торкайл (Торкель) (ум. после 1133), король Дублина в 1133

Династия Дал Кайс (Уа Бриайн)
- 1141—1142: Конхобар Уа Бриайн (ум. 1142), сын Диармайта Уа Бриайна, короля Мунстера

Неизвестная династия
- 1142—1148: Оттар Оттарссон (ум. 1148), король Дублина с 1142
- 11??—1146: Рагнал мак Торкайл (ум. 1146), король Дублина 11??—1146, сын Торкеля
- 1146—1160: Бродар мак Торкайл (ум. 1160), король Дублина с 1146, брат предыдущего
- 1160—1162: Аскульф мак Торкайл (ум. 1171), король Дублина 1160—1162, 1166—1170, брат предыдущего

Династия Уи Хеннселайг
- 1162—1166: Диармайт Мак Мурхада (ум. 1171), король Дублина 1162—1166, 1170—1171, король Лейнстера с 1126, сын Доннхада мак Мурдаха

Неизвестная династия
- 1166—1170: Аскульф мак Торкайл (вторично)

Династия Уи Хеннселайг
- 1170—1171: Диармайт Мак Мурхада (вторично)